# Rothwell Castle
Rothwell Castle är ett slott i Storbritannien.   Det ligger i distriktet Leeds i grevskapet West Yorkshire i riksdelen England, i den centrala delen av landet, 260 km norr om huvudstaden London. Rothwell Castle ligger 40 meter över havet.
Terrängen runt Rothwell Castle är platt. Runt Rothwell Castle är det tätbefolkat, med 947 invånare per kvadratkilometer. Närmaste större samhälle är Leeds, 6,8 km nordväst om Rothwell Castle. Runt Rothwell Castle är det i huvudsak tätbebyggt.